# کورچهره
کورچهره (نام علمی: Cacops) نام یک سرده از راسته بریده‌مهرگان است.